# UFC Fight Night: Overeem vs. Arlovski
UFC Fight Night: Overeem vs. Arlovski è stato un evento di arti marziali miste tenuto dalla Ultimate Fighting Championship svolto l'8 maggio 2016 all'Ahoy Rotterdam di Rotterdam, Paesi Bassi.

## Retroscena
Questo è stato il primo evento organizzato dalla UFC nei Paesi Bassi.
Nel main event della card si affrontarono l'ex campione dei pesi massimi Strikeforce Alistair Overeem e l'ex campione dei pesi massimi UFC Andrei Arlovski.
Rashid Magomedov avrebbe dovuto affrontare Chris Wade. Tuttavia, Magomedov venne rimosso dalla card nei primi di marzo per infortunio e al suo posto venne inserito Rustam Khabilov.
Peter Sobotta doveva affrontare Dominic Waters, ma si infortunò alla fine di marzo e venne sostituito da Leon Edwards.
Paddy Holohan doveva scontrarsi con Willie Gates. Tuttavia, il 25 aprile, Holohan annunciò il suo ritiro dopo aver scoperto di essere affetto da una rara malattia del sangue. Al suo posto venne inserito Yuta Sasaki.
Nick Hein avrebbe dovuto affrontare Jon Tuk, ma a causa di un infortunio fu costretto a rinunciare. Il 4 maggio venne annunciato che il nuovo arrivato Josh Hemmett sostituirà Hein all'evento a soli quattro giorni dal suo inizio.

## Risultati
|                                   | Divisione                      |                                |                                |                                | Metodo                                        | Round                          | Tempo                          | Premio                         |
| Card Principale (Fox Sports 1)    | Card Principale (Fox Sports 1) | Card Principale (Fox Sports 1) | Card Principale (Fox Sports 1) | Card Principale (Fox Sports 1) | Card Principale (Fox Sports 1)                | Card Principale (Fox Sports 1) | Card Principale (Fox Sports 1) | Card Principale (Fox Sports 1) |
| --------------------------------- | ------------------------------ | ------------------------------ | ------------------------------ | ------------------------------ | --------------------------------------------- | ------------------------------ | ------------------------------ | ------------------------------ |
|                                   | Pesi Massimi                   | Alistair Overeem               | batte                          | Andrei Arlovski                | KO Tecnico (calcio frontale in salto e pugni) | 2                              | 1:12                           | POTN                           |
|                                   | Pesi Massimi                   | Stefan Struve                  | batte                          | Antônio Silva                  | KO Tecnico (ginocchiata al corpo e gomitate)  | 1                              | 0:16                           | POTN                           |
|                                   | Pesi Welter                    | Gunnar Nelson                  | batte                          | Albert Tumenov                 | Sottomissione (neck crank)                    | 2                              | 3:15                           | POTN                           |
|                                   | Pesi Gallo (F)                 | Germaine de Randamie           | batte                          | Anna Elmose                    | KO Tecnico (ginocchiata al corpo e pugnio)    | 1                              | 3:46                           | POTN                           |
|                                   | Pesi Mediomassimi              | Nikita Krylov                  | batte                          | Francimar Barroso              | Sottomissione (rear-naked choke)              | 2                              | 3:11                           |                                |
|                                   | Pesi Paglia (F)                | Karolina Kowalkiewicz          | batte                          | Heather Jo Clark               | Decisione unanime (29-28, 29-28, 30-27)       | 3                              | 5:00                           |                                |
| Card Preliminare (Fox Sports 1)   |                                |                                |                                |                                |                                               |                                |                                |                                |
|                                   | Pesi Leggeri                   | Rustam Khabilov                | batte                          | Chris Wade                     | Decisione unanime (30-27, 29-28, 29-28)       | 3                              | 5:00                           |                                |
|                                   | Pesi Medi                      | Magnus Cedenblad               | batte                          | Garreth McLellan               | KO Tecnico (calcio alla testa e pugni)        | 2                              | 0:47                           |                                |
|                                   | Pesi Leggeri                   | Josh Emmet                     | batte                          | Jon Tuck                       | Decisione non unanime (29-28, 28-29, 29-28)   | 3                              | 5:00                           |                                |
|                                   | Pesi Leggeri                   | Reza Madadi                    | batte                          | Yan Cabral                     | KO Tecnico (pugni)                            | 3                              | 1:56                           |                                |
| Card Preliminare (UFC Fight Pass) |                                |                                |                                |                                |                                               |                                |                                |                                |
|                                   | Pesi Mosca                     | Kyoji Horiguchi                | batte                          | Neil Seery                     | Decisione unanime (30-26, 30-27, 30-27)       | 3                              | 5:00                           |                                |
|                                   | Pesi Welter                    | Leon Edwards                   | batte                          | Dominic Waters                 | Decisione unanime (30-27, 30-27, 30-27)       | 3                              | 5:00                           |                                |
|                                   | Pesi Mosca                     | Ulka Sasaki                    | batte                          | Willie Gates                   | Sottomissione (rear-naked choke)              | 2                              | 3:30                           |                                |

## Premi
I lottatori premiati ricevettero un bonus di 50.000 dollari.
Legenda:
- FOTN: Fight of the Night (vengono premiati entrambi gli atleti per il miglior incontro dell'evento)
- POTN: Performance of the Night (viene premiato il vincitore per la migliore performance dell'evento)

## Incontri Annullati
|  | Divisione    |                  |        |                | Motivo                       |
|  | ------------ | ---------------- | ------ | -------------- | ---------------------------- |
|  | Pesi Leggeri | Rashid Magomedov | contro | Chris Wade     | Magomedov subì un infortunio |
|  | Pesi Welter  | Peter Sobotta    | contro | Dominic Waters | Sobotta subì un infortunio   |
|  | Pesi Mosca   | Paddy Holohan    | contro | Willie Gates   | Holohan si ritirò dalle MMA  |
|  | Pesi Leggeri | Nick Hein        | contro | Jon Tuck       | Hein subì un infortunio      |